# Niederrengse
Niederrengse ist einer von 22 Ortsteilen der Stadt Bergneustadt im Oberbergischen Kreis im Regierungsbezirk Köln in Nordrhein-Westfalen, Deutschland.

## Lage und Beschreibung
Der Ort liegt in Luftlinie rund 7,3 Kilometer von Bergneustadt.

## Geschichte
1516 wurde der Ort das erste Mal urkundlich erwähnt. Dort wird ein Hammer „in der Rengsen“ aufgeführt.
Die Schreibweise der Erstnennung war Rengse.

## Wirtschaft und Industrie
In Niederrengse haben sich einige Firmen niedergelassen, z. B.
- Gebr. Lenz GmbH · Kunststofftechnik und Werkzeugbau

## Besonderheit
Die „Rengser Mühle“ wurde erstmals 1542 urkundlich erwähnt. Hier gab es zunächst eine Nagelfabrik und daraus wurde 1869 eine Getreidemühle mit Gasthof. 1954 ist das Anwesen zu einem Restaurant mit Hotel umgebaut worden. An die bäuerliche Vergangenheit erinnern die großen Mühlsteine vor dem Haus. Bekannt ist das Haus für seine bergischen Eierkuchen.

## Wander- und Radwege
Folgende Wanderwege werden vom Wanderparkplatz Niederrengse vom Sauerländischen Gebirgsverein angeboten:
- A1 (7 km) – A4 (12,1 km) – T (kopfstehend) (6,2 km) – O (0,2 + 5,1 km)

## Bus- und Bahnverbindungen
Linienbus: Haltestelle Niederrengse der Buslinie 318 (Bergneustadt – Gummersbach – Pernze – Piene) der Oberbergischen Verkehrsgesellschaft (OVAG)